# Марк Роуленд
Марк Роуленд  (англ. Mark Rowland, 7 березня 1963) — британський легкоатлет, олімпійський медаліст.

## Виступи на Олімпіадах
| Олімпіада | Дисципліна | Місце |
| --------- | ---------- | ----- |
| Сеул 1988 | стиплчез   | 3     |

## Зовнішні посилання
- Досьє на sport.references.com [Архівовано 24 липня 2009 у Wayback Machine.]